# Căsătorii între persoane de același sex în Franța
Căsătoria între persoane de același sex este legală în Franța din 18 mai 2013. Franța este a treisprezecea țară din lume care permite cuplurilor de același sex să se căsătorească. Legea este valabilă și în Franța de peste mări.
Un proiect de lege care acorda cuplurilor de același sex dreptul de a se căsători și de a adopta a fost introdusă în Adunarea Națională de guvernul socialist al primului ministru Jean-Marc Ayrault pe 7 noiembrie 2012, cu susținerea președintelui François Hollande, care și-a făcut publică intenția de a sprijini o asemenea legislație în timpul campaniei sale pentru președinție. Pe 12 februarie 2013 Adunarea Națională a aprobat proiectul cu 329 de voturi pentru și 229 împotrivă. Pe 12 aprilie 2012 Senatul a aprobat proiectul cu amendamente cu 171 de voturi pentru și 165 împotrivă; iar Adunarea Națională a aprobat versiunea modificată pe 23 aprilie 2013 cu 331 de voturi pentru și 225 împotrivă. Legea a fost atacată la Consiliul Constituțional de către Uniunea pentru o Mișcare Populară. Pe 17 mai 2013 Consiliul a decis că legea este constituțională. Pe 17 mai 2013 Hollande a promulgat legea, aceasta fiind publicată în Jurnalul Oficial în ziua următoare. Prima ceremonie oficială a unui cuplu de același sex a avut loc pe 29 mai în orașul Montpellier.

## Istoric
Căsătorie
     Uniune civilă
     Recunoaștere internă limitată (coabitare)
     Recunoaștere externă limitată (drepturi de rezidență)
     Nerecunoscute
     Constituția limitează căsătoria la cupluri formate din persoane de sex opus.

### Mamère și căsătoria între persoane de același sex

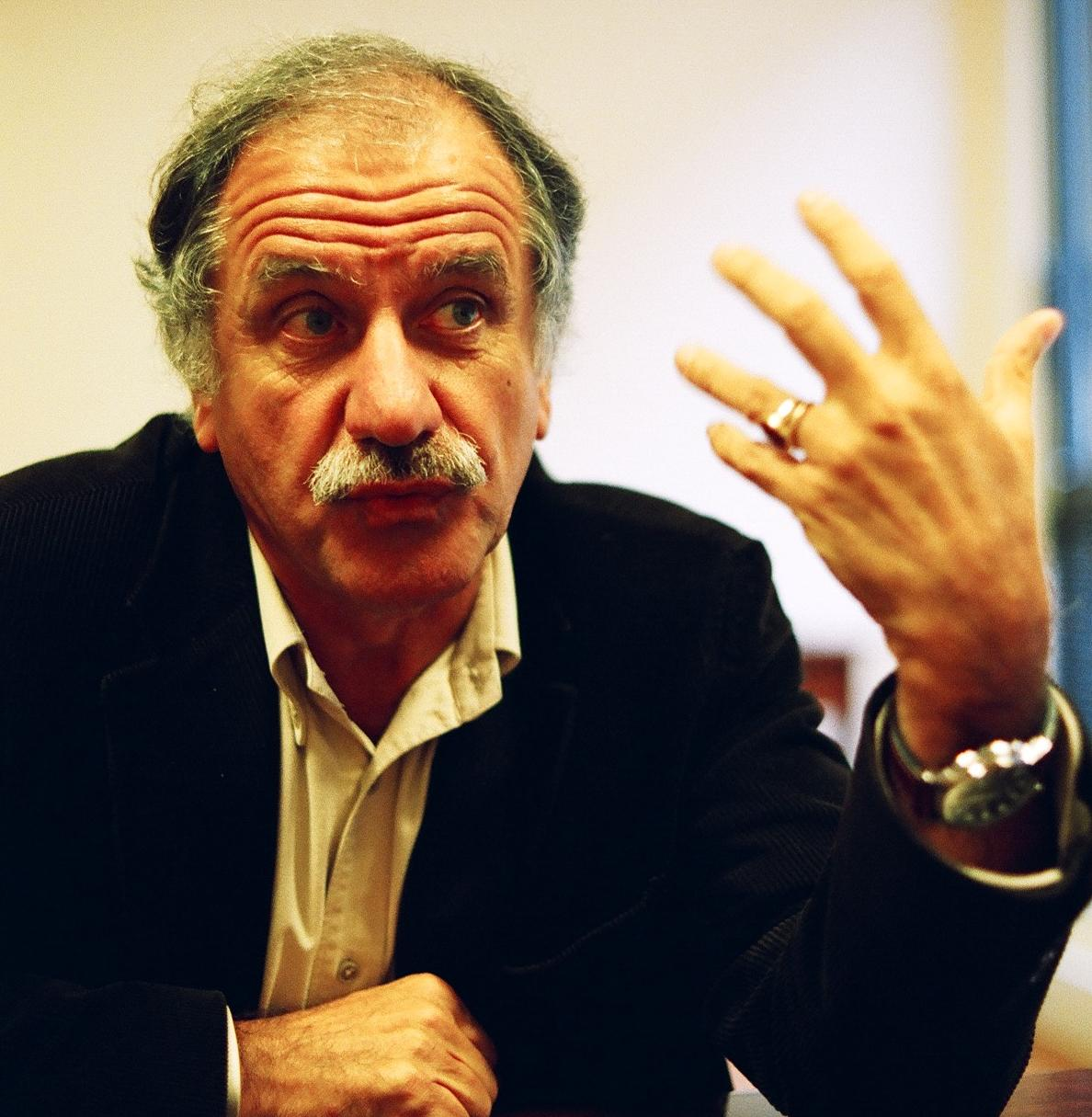
Noël Mamère în 2006

Pe 5 iunie 2004 Noël Mamère, fost candidat la președinție al Partidului Verde, primar al suburbiei Bègles al orașului Bordeaux a oficiat o căsătorie între doi bărbați, Bertrand Charpentier și Stéphane Chapin. Mamère susținea că nu există nimic în legislația Franței care să interzică acest lucru, și că va face apel la Curtea Europeană a Drepturilor Omului în caz de orice contestație.
Ministrul francez de justiție Dominique Perben a afirmat că asemenea uniuni ar fi nule din punct de vedere juridic, și a cerut oprirea ceremoniei. Pe 27 iulie 2004 curtea de la Bordeaux a declarat căsătoria invalidă. Argumentul adus de procuror a fost că codul civil vorbește în repetate rânduri despre un soț și o soție, ceea ce implică sexuri diferite. Pe 19 aprilie 2005 curtea de apel din Bordeaux a confirmat hotărârea. Pe 14 mai 2007 Curtea de Casație a respins apelul lui Charpentier și Chapin.

### Reacție
Cu puțin timp după ceremonie, ministrul de interne Dominique de Villepin a luat proceduri disciplinare împotriva lui Mamère. Acesta a fost suspendat pentru o lună. Curtea locală administrativă a decis că suspendarea lui Mamère este legală și motivată. Mamère a declarat că nu va face apel.
Pe 11 mai 2004 liderul Partidului Socialist François Hollande a anunțat că va cere partidului său să creeze un proiectul unei legi care să facă asemenea căsătorii legale fără echivoc. Unii dintre ceilalți lideri ai partidului, ca fostul prim ministru Lionel Jospin, au respins public ideea căsătoriilor între persoane de același sex. Partenera lui Hollande, Ségolène Royal a declarat că avea dubii cu privire la căsătoria între persoane de același sex, însă acum le sprijină pe deplin.

### Raportul parlamentar din 2006
„Raportul despre familie și drepturile copiilor” al parlamentului a fost publicată pe 25 ianuarie 2006. Deși comitetul a recomandat extinderea unor drepturi acordate de PACS, a recomandat ca interdicțiile față de căsătorie, adopție și acces la reproducere asistată medical a cuplurilor de același sex să fie menținute, argumentând că aceste trei lucruri sunt neseparabile și că permiterea lor ar încălca anumite articole din Convenția asupra Drepturilor Copilului a ONU (în ciuda faptului că multe țări membre ale ONU acordă câteva sau toate dintre aceste drepturi cuplurilor de același sex). Referindu-se la drepturile copiilor ca la o chestiune de drepturi umane, raportul a argumentat că copiii „au acum drepturi, și ca aspirațiile adulților să aibă în mod sistematic prioritate asupra respectului față de acestea nu mai este posibilă”. Din cauza acestor interdicții, membrii de stânga a comitetului au respins raportul.

### Decizia Consiliului Constituțional din 2011
Organizațiile LGBT din Franța, susținând că interdicția căsătoriei între persoane de același sex încalcă constituția, au cerut Consiliului Constituțional să examineze constituționalitatea acestor căsătorii și să analizeze articolele Codului Civil. Pe 28 ianuarie 2011 Consiliul a decis că ilegalitatea căsătoriilor între persoane de același sex nu încălca constituția, declarând că această chestiune era de decizia parlamentului.

### Proiectul de lege din 2011
Adunarea Națională a votat asupra proiectului de lege nr. 586 pe 14 iunie 2011. Proiectul a fost respins cu 222 de voturi pentru și 293 împotrivă.
| Grup parlamentar | Spectru politic  | Pentru | Împotrivă | Abțineri |
| ---------------- | ---------------- | ------ | --------- | -------- |
| UMP              | Dreapta          | 9      | 269       | 9        |
| PS               | Stânga           | 192    | 0         | 2        |
| NC               | Creștin-democrat | 1      | 20        | 0        |
| GDR              | Stânga           | 20     | 0         | 2        |
| NI               | Altele           | 0      | 4         | 3        |
| Total            | Total            | 222    | 293       | 16       |

Membrii Partidului Socialist au declarat că legalizarea căsătoriilor între persoane de același sex va deveni o prioritate dacă vor câștiga alegerile legislative din 2012.

### Căsătoria de același sex din Cabestany în 2011
Pe 12 noiembrie 2011 primarul comunei Cabestany, Jean Vila, a oficiat ceremonia de căsătorie a unui cuplu de același sex (numiți Patrick și Guillaume). Căsătoria nu a fost înregistrată pentru a nu putea fi anulată, iar Vila a descris-o drept o „acțiune militantă”: „Câteodată este necesar să acționezi în afara legii. A refuza căsătoria homosexuală este același cu a respinge realitatea de zi cu zi a mii de cupluri.”
Reacția guvernului de la Paris a fost mixtă: secretarul de stat pentru familie Claude Greff a numit evenimentul o „provocare în ajunul alegerilor prezidențiale”, iar ministrul de Solidaritate și Coeziune Socială Roselyne Bachelot a afirmat că sprijină căsătoriile între persoane de același sex, dar acea ceremonie a fost „nu cel mai bun mod de a promova cauza”.

### Proiectul de lege din 2012-2013
În campania sa pentru alegerile prezidențiale din 2012, candidatul Partidului Socialist François Hollande și-a declarat sprijinul pentru dreptul cuplurilor de același sex de a se căsători și a adopta, și le-a inclus pe lista sa de 60 de angajamente de guvernare. Pe 6 mai 2012 Hollande a câștigat alegerile și a promis că va promulga legea care permite căsătoria persoanelor de același sex înainte de primăvara anului 2013. Pe 17 iunie partidul lui Hollande a câștigat o majoritate absolută în Adunarea Națională, iar purtătorului de cuvânt al guvernului, Najat Vallaud-Belkacem a anunțat că legea vs fi adoptată cel târziu în primăvara anului 2013. Pe 3 iulie, în primul său discurs în fața noii adunări, primul ministru Jean-Marc Ayrault a anunțat că căsătoria și adopția pentru toți va fi o realitate în „primul semestru din 2013”. Proiectul de lege a fost prezentat parlamentului pe 7 noiembrie 2012.
Dezbaterea a început pe 29 ianuarie 2013. Au fost depuse 5362 de amendamente, majoritatea din partea opoziției de dreapta.
Pe 2 februarie 2013 Adunarea Națională a aprobat primul articol al proiectului cu 249 de voturi pentru și 97 împotrivă. Pe 12 februarie 2013 Adunarea Națională a aprobat proiectul în întregime cu 329 de voturi pentru și 229 împotrivă și l-a trimis Senatului.
| Grup parlamentar                                   | Pentru | Împotrivă | Abțineri | Total   |
| -------------------------------------------------- | ------ | --------- | -------- | ------- |
| Socialist, republican și cetățenesc (SRC)          | 283    | 4         | 5        | 292/295 |
| Ecologist (Écolo)                                  | 17     | 0         | 0        | 17/17   |
| Radical, republican, democrat și progresist (RRDP) | 13     | 2         | 0        | 15/16   |
| Uniune pentru o mișcare populară (UMP)             | 3      | 187       | 5        | 195/196 |
| Uniunea democraților și independenților (UDI)      | 4      | 25        | 0        | 29/29   |
| Stânga democrată și republicană (GDR)              | 9      | 4         | 0        | 13/15   |
| Fără grup                                          | 0      | 7         | 0        | 7/7     |
| Total                                              | 329    | 229       | 10       | 568/575 |

Pe 4 aprilie 2013 Senatul a început dezbaterea proiectului, iar după cinci zile a aprobat primul articol cu 179 de voturi pentru și 157 împotrivă. Pe 12 aprilie 2013 Senatul a aprobat proiectul cu modificări minore, cu 170 de voturi pentru și 165 împotrivă.
| Grup                                               | Pentru | Împotrivă | Abțineri | Total   |
| -------------------------------------------------- | ------ | --------- | -------- | ------- |
| Socialist (SOC)                                    | 121    | 2         | 5        | 128/128 |
| Comunist, republican și cetățenesc (CRC)           | 20     | 0         | 0        | 20/20   |
| Adunarea democratică și socială europeană (RDSE)   | 13     | 2         | 0        | 15/18   |
| Ecologist (ECO)                                    | 12     | 0         | 0        | 12/12   |
| Uniune pentru o mișcare populară (UMP)             | 3      | 124       | 4        | 131/131 |
| Uniunea democraților și independenților (UDI - UC) | 1      | 30        | 1        | 32/32   |
| Fără grup (RASNAG)                                 | 0      | 7         | 0        | 7/7     |
| Total                                              | 170    | 165       | 10       | 345/348 |

Versiunea modificată de Senat a proiectului a fost adoptată de Adunarea Națională pe 23 aprilie 2013 cu 331 de voturi pentru și 225 împotrivă.
| Grup parlamentar                                   | Pentru | Împotrivă | Abțineri | Total   |
| -------------------------------------------------- | ------ | --------- | -------- | ------- |
| Socialist, republican și cetățenesc (SRC)          | 281    | 4         | 4        | 289/292 |
| Ecologist (Écolo)                                  | 17     | 0         | 0        | 17/17   |
| Radical, republican, democrat și progresist (RRDP) | 13     | 2         | 0        | 15/16   |
| Uniune pentru o mișcare populară (UMP)             | 6      | 183       | 5        | 194/196 |
| Uniunea democraților și independenților (UDI)      | 5      | 25        | 0        | 30/30   |
| Stânga democrată și republicană (GDR)              | 9      | 4         | 1        | 14/15   |
| Fără grup                                          | 0      | 7         | 0        | 7/7     |
| Total                                              | 331    | 225       | 10       | 566/575 |

Uniunea pentru o Mișcare Populară a depus imediat o contestație împotriva legii la Consiliul Constituțional. Pe 17 mai 2013 Consiliul a declarat că legea este constituțională. Președintele François Hollande a promulgat legea în aceeași zi, iar aceasta a fost publicată în Jurnalul Oficial pe 18 mai 2013.

## Reacții

### Manifestații de opoziție

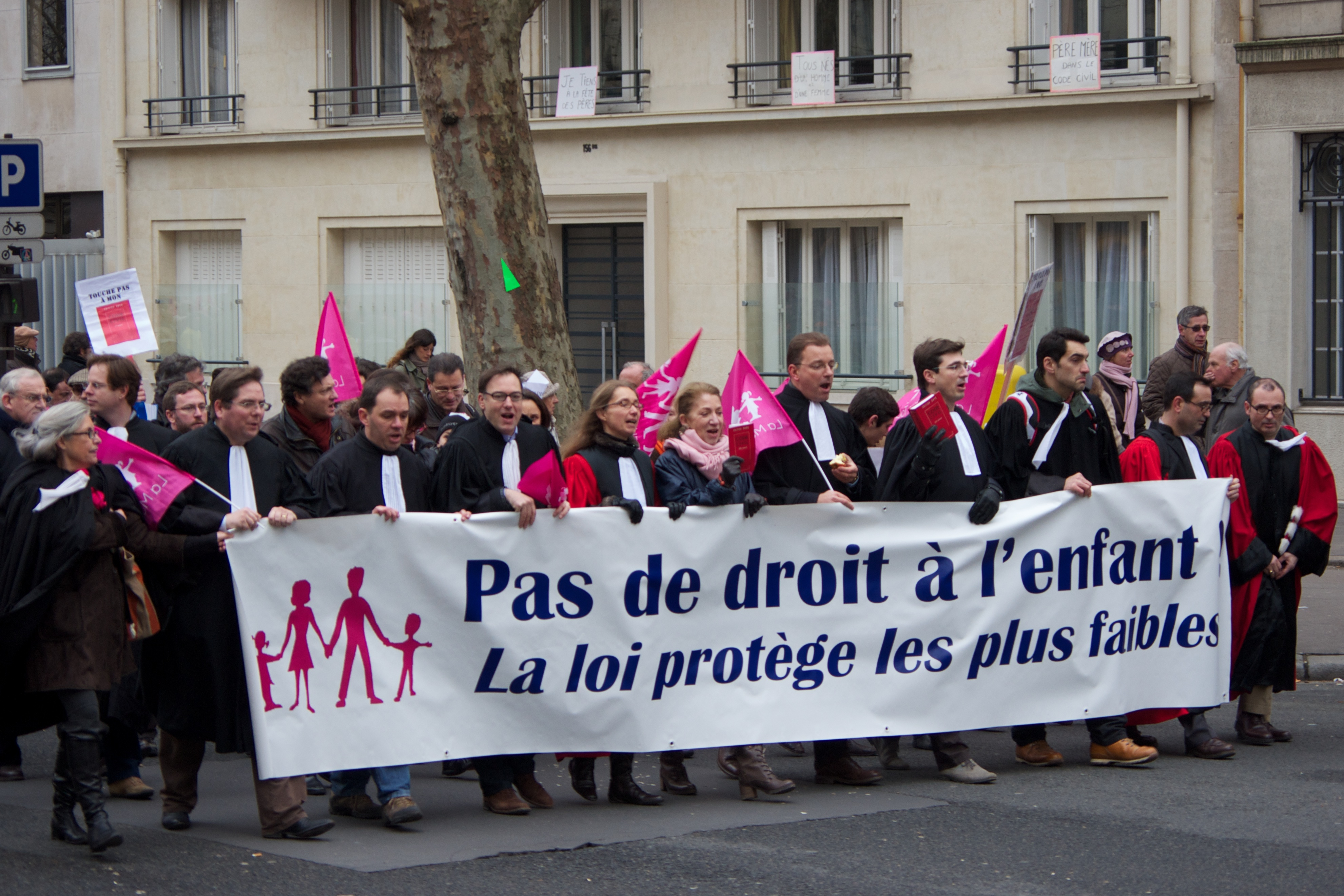
Manifestație "Manif pour tous" împotriva căsătoriilor între persoane de același sex, Paris, ianuarie 2013.

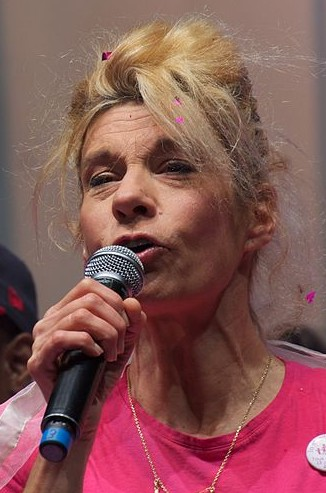
Frigide Barjot, liderul Manif pour tous.

În ianuarie 2013 trei grupuri de manifestanți s-au unit în  Champs de Mars, un mare parc din vecinătatea turnului Eiffel. Demonstranții purtau pancarte cu lozinci precum „nu-ți vrem legea, François” și „nu te atinge de codul meu civil”. Marșul (Manif pour tous) a fost condus de Frigide Barjot, un comedian francez. Ea a spus televiziunii franceze că căsătoriile între persoane de același sex „sunt nonsens” deoarece copiii au dreptul la o mamă și un tată. Organizatorii au estimat numărul participanților la 800.000, dar poliția a declarat că numărul a fost mai aproape de 340.000.
Aceasta a fost una dintre cele mai mari demonstrații din Paris din 1984. Între oponenții noii legi s-au numărat lideri religioși (catolici, unele culte protestante, evrei, musulmani).
Pagina de internet a mișcării împotriva căsătoriei persoanelor de același sex arată o listă ale asociațiilor co-organizatoare. Între acestea se numără asociații care apără drepturile copiilor și ale familiilor, ateiști și chiar și un grup de homosexuali care se opun căsătoriei persoanelor de același sex. Doar 15 dintre cele 37 de asociații există în mod legal (declarate în Jurnalul Oficial). 9 dintre asociații au doar pagină Facebook, 12 dintre proprietarii numelor de domeniu ale celorlalte sunt persoane fizice, 8 sunt ascunse, și 8 sunt persoane juridice sau agenții de comunicare. Dintre site-urile asociațiilor 14 au fost create în 2012 sau 2013, 17 au fost create înainte de 2012, iar pentru 6 nu se cunoaște data creării. Mișcarea a declarat că nu este afiliată cu vreo religie sau grup politic, însă 19 dintre asociațiile co-organizatoare au afiliație religioasă. Domeniul organizației Homovox, despre care mișcarea susține că reprezintă homosexualii care se opun căsătoriei între persoane de același sex, a fost achiziționată de către Jean-Baptiste Maillard, membru al Comunității lui Emanuel, o grupare religioasă.
Altercațiile dintre protestatari și forțele de ordine au escaladat pe 24 mai 2013, când unii dintre protestatari s-au abătut de pe traseul permis și au încercat să treacă de linia poliției de la Champs-Élysées, iar poliția a ripostat cu gaze lacrimogene.
După anunțarea rezultatelor votului parlamentar la începutul lunii aprilie 2013, cei care se opuneau legislației au participat la proteste publice. Atât în Paris cât și în Lyon au izbucnit violențe când protestatarii s-au ciocnit cu forțele de ordine; chestiunea a mobilizat grupări de dreapta din țară, inclusiv neo-naziști. În urma rezultatelor, Hollande a afirmat: „Caut, și apelez la toată lumea să caute pace. Asta înseamnă înțelegere și respect. Acum totul trebuie să fie concentrat și dedicat pentru ceva esențial: succesul economic al țării noastre și coeziunea națională.”
Pe 26 mai 2013 opozanții legii au organizat încă un protest în Paris. Poliția a estimat numărul participanților la 150.000, iar organizatorii au susținut că un milion de protestatari au fost prezenți. Poliția a declarat că au fost arestate 293 de persoane, 6 au fost rănite, și în jur de 500 au început să atace poliția după terminarea marșului. Mai mulți politicieni importanți au luat parte la marș, de exemplu liderul UMP Jean-François Copé.

### Manifestații de sprijin

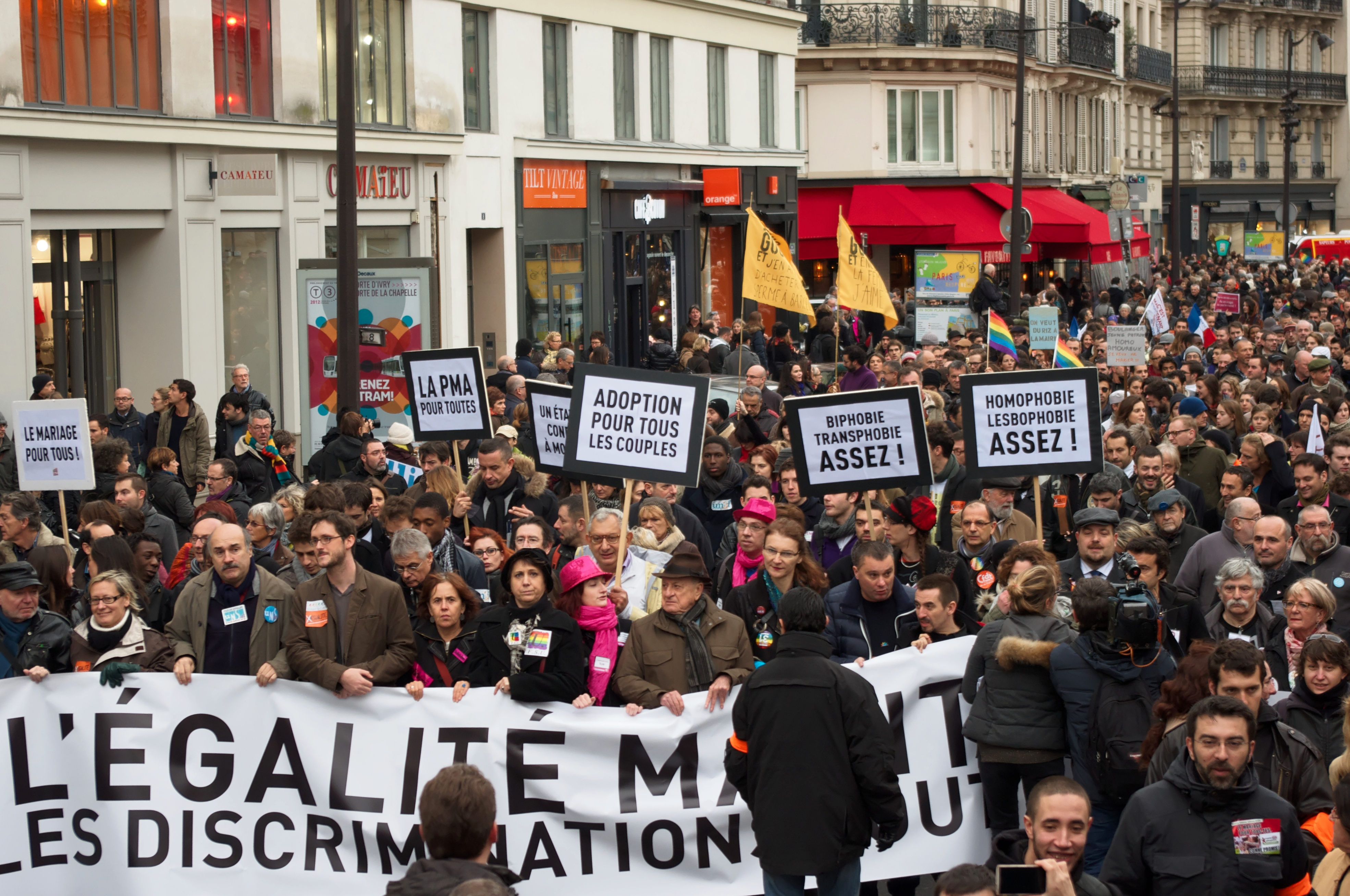
O manifestație de sprijin mai puțin numeroasă (între 60.000 și 150.000 de persoane), 16 decembrie 2012, Paris.

Ca reacție la marșurile de protest, primul marș semnificativ de sprijin a avut loc pe 27 ianuarie 2013. Din relatările BBC rezultă că opozanții au fost mult mai numeroși decât susținătorii: pe 13 ianuarie au fost prezenți între 340.000 și 800.000 de opozanți, iar numărul susținătorilor a fost între 125.000 și 400.000.
Demonstranții au fluturat steaguri inscripționate cu cuvinte precum „Egalitatea în drepturi nu este un pericol” și „Liberté, égalité, fraternité. Nu mai mult, nu mai puțin!” Primarul Parisului, Bertrand Delanoë, homosexual și el, a spus televiziunii franceze: „Există o mare diferență între marșul de azi și cel de acum două săptămâni, și anume că această demonstrație este una de fraternitate, nu una de ură.”. El a adăugat mai târziu: „Majoritatea francezilor vor ca toate cuplurile să aibă egalitate în iubire și paternitate.”

## Opinia publică
Sondajele de opinie arată că majoritatea francezilor sunt în favoarea căsătoriei între persoane de același sex, iar sprijinul pentru dreptul acestor cupluri de a adopta a crescut în ultimii 15 ani.

### Căsătorie
| Sursă                                                      | Data realizării                | Număr participanți | Fără opinie | Pentru | Împotrivă |
| ---------------------------------------------------------- | ------------------------------ | ------------------ | ----------- | ------ | --------- |
| BVA Arhivat în 7 ianuarie 2016, la Wayback Machine.        | 2000                           |                    | 2 %         | 48 %   | 50 %      |
| Ipsos                                                      | mai 2004                       |                    | 5 %         | 57 %   | 38 %      |
| BVA Arhivat în 7 ianuarie 2016, la Wayback Machine.        | 2004                           |                    | 4 %         | 50 %   | 46 %      |
| CSA Arhivat în 28 aprilie 2014, la Wayback Machine.        | 2004                           |                    | 4 %         | 50 %   | 46 %      |
| BVA Arhivat în 7 ianuarie 2016, la Wayback Machine.        | 2006                           |                    | 2 %         | 60 %   | 38 %      |
| TNS-Sofres[nefuncțională]                                  | 2006                           |                    | 4 %         | 45 %   | 51 %      |
| Eurobarometru                                              | toamnă 2006                    |                    | 8 %         | 48 %   | 44 %      |
| TNS-Sofres[nefuncțională]                                  | 2007                           |                    | 9 %         | 46 %   | 45 %      |
| TNS-Sofres[nefuncțională]                                  | ianuarie 2011                  |                    | 7 %         | 58 %   | 35 %      |
| BVA Arhivat în 7 ianuarie 2016, la Wayback Machine.        | decembrie 2011                 | 971                | 4 %         | 63 %   | 33 %      |
| Ifop Arhivat în 3 decembrie 2012, la Wayback Machine.      | august 2012                    | 2000               |             | 65 %   | 35 %      |
| Ifop Arhivat în 7 ianuarie 2016, la Wayback Machine.       | octombrie 2012                 | 988                |             | 61 %   | 39 %      |
| BVA Arhivat în 7 ianuarie 2016, la Wayback Machine.        | noiembrie 2012                 | 1021               | 1 %         | 58 %   | 41 %      |
| CSA Arhivat în 28 aprilie 2014, la Wayback Machine.        | decembrie 2012                 | 1005               | 5 %         | 54 %   | 41 %      |
| Ifop                                                       | decembrie 2012                 | 1005               |             | 60 %   | 40 %      |
| YouGov                                                     | decembrie 2012 - ianuarie 2013 | 989                | 12 %        | 47 %   | 41 %      |
| Ifop                                                       | ianuarie 2013                  | 1005               |             | 60 %   | 40 %      |
| Opinionway Arhivat în 7 ianuarie 2016, la Wayback Machine. | ianuarie 2013                  | 981                |             | 57 %   | 43 %      |
| Ifop Arhivat în 6 iunie 2013, la Wayback Machine.          | ianuarie 2013                  | 1026               |             | 63 %   | 37 %      |
| Ifop Arhivat în 7 ianuarie 2016, la Wayback Machine.       | februarie 2013                 | 959                |             | 66 %   | 34 %      |
| BVA Arhivat în 7 ianuarie 2016, la Wayback Machine.        | aprilie 2013                   | 1219               | 1 %         | 58 %   | 41 %      |

### Adopție
| Sursă                                                   | Data realizării | Număr participanți | Fără opinie | Pentru | Împotrivă |
| ------------------------------------------------------- | --------------- | ------------------ | ----------- | ------ | --------- |
| BVA Arhivat în 7 ianuarie 2016, la Wayback Machine.     | 1998            |                    | 2 %         | 28 %   | 68 %      |
| BVA Arhivat în 7 ianuarie 2016, la Wayback Machine.     | 2002            |                    | 8 %         | 41 %   | 51 %      |
| CSA Arhivat în 28 aprilie 2014, la Wayback Machine.     | 2004            |                    | 2 %         | 33 %   | 65 %      |
| BVA Arhivat în 7 ianuarie 2016, la Wayback Machine.     | 2006            |                    | 2 %         | 48 %   | 50 %      |
| BVA Arhivat în 7 ianuarie 2016, la Wayback Machine.     | decembrie 2011  | 971                | 4 %         | 56 %   | 40 %      |
| Ifop Arhivat în 3 decembrie 2012, la Wayback Machine.   | august 2012     | 2000               |             | 53 %   | 47 %      |
| Ifop Arhivat în 7 ianuarie 2016, la Wayback Machine.    | octombrie 2012  | 988                |             | 48 %   | 52 %      |
| BVA Arhivat în 7 ianuarie 2016, la Wayback Machine.     | noiembrie 2012  | 1021               | 3 %         | 50 %   | 47 %      |
| CSA Arhivat în 28 aprilie 2014, la Wayback Machine.     | decembrie 2012  | 1005               | 4 %         | 48 %   | 48 %      |
| Ifop                                                    | decembrie 2012  | 1005               |             | 46 %   | 54 %      |
| Ifop                                                    | ianuarie 2013   | 1005               |             | 46 %   | 54 %      |
| Opinionway[nefuncțională – arhivă]                      | ianuarie 2013   | 981                |             | 45 %   | 55 %      |
| Ifop Arhivat în 7 ianuarie 2016, la Wayback Machine.    | ianuarie 2013   | 1026               |             | 49 %   | 51 %      |
| Ifop Arhivat în 14 septembrie 2013, la Wayback Machine. | februarie 2013  | 959                |             | 47 %   | 53 %      |
| BVA Arhivat în 7 ianuarie 2016, la Wayback Machine.     | aprilie 2013    | 1219               | 2 %         | 45 %   | 53 %      |
| Ifop                                                    | mai 2013        | 1003               |             | 52 %   |           |